# Anne Bert
Pour les articles homonymes, voir Bert.
Anne Bert, née à Bordeaux le 15 mars 1958 et morte le 2 octobre 2017 en Belgique, est une écrivaine française.

## Biographie
Anne Bert accumule des expériences et des emplois variés avant d'être nommée mandataire judiciaire à la protection des majeurs, activité qu'elle exerce jusqu'en 2003.

### Littérature
Depuis la publication, en 2009, de L'Eau à la bouche, son premier recueil de nouvelles érotiques, elle ne se consacre plus qu'à la littérature et à des activités annexes (conférences, émissions-radio). Elle contribue régulièrement au Salon littéraire, site de critique littéraire en ligne.
En juin 2015, elle prend les commandes d'une nouvelle collection littéraire de Numériklivres, L'Intime.
Une de ses nouvelles, Maudite Attraction, tirée du recueil L'Eau à la bouche, a inspiré Sylvain Groud pour son triptyque Trois sacres, une ré-interprétation en trois parties du Sacre du printemps du compositeur russe Igor Stravinsky, spectacle créé les 14 et 15 octobre 2016 au Théâtre Sénart. Le texte a été lu par l'actrice franco-argentine Bérénice Bejo.

#### L'érotisme
Étant publiée par les Éditions Blanche et les Éditions Tabou, deux maisons dont la ligne éditoriale est centrée sur l'érotisme, Anne Bert est fréquemment présentée comme une auteure de textes érotiques. Elle-même se définit davantage comme une auteure de « l'intime », avec un regard perçant sur les exclus de la société. Cette approche, sensible dès son premier roman, Perle, s'impose avec de plus en plus de force jusqu'à dominer les nouvelles du recueil S'inventer un autre jour.

### Maladie et combat pour le choix de la fin de vie
En septembre 2015, Anne Bert apprend qu'elle est atteinte d'une sclérose latérale amyotrophique, une affection neurologique également connue sous le nom de « maladie de Charcot », diagnostic qu'elle rend public le 2 janvier 2016. Dès lors, elle s'engage dans le débat autour de la question de la fin de vie. Ainsi, elle adresse, le 15 janvier 2017, une lettre ouverte aux candidats à l’élection présidentielle dans laquelle elle réclame « le droit de choisir sa fin de vie » et soutient les pétitions en ligne pour la légalisation de l'aide active à mourir.
Elle annonce début septembre 2017 son intention de se rendre en Belgique pour se faire euthanasier,. C'est dans le service de soins palliatifs d'un hôpital belge qu'elle reçoit le 2 octobre 2017 une injection létale,. Son livre Le Tout dernier été, chronique de son ultime été chez elle, en Charente-Maritime, paraît deux jours après son décès, le 4 octobre 2017. Un témoignage révolté, mais aussi « une ode à la splendeur du monde qu'elle va quitter ».

« J'aime trop la vie pour me laisser mourir. »

— Anne Bert, Le tout dernier été, Éditions Fayard, 2017.

## Ouvrages
- L'Eau à la bouche, Éditions Blanche, 2009  (ISBN 978-2-84628-214-7)
- Perle, Hors collection, 2011  (ISBN 978-2-25809-124-5)
- L'Emprise des femmes, 2012, Éditions Tabou,  (ISBN 978-2-36326-000-0)
- Épilogue, 2013, Éditions Edicool  (ISBN 978-2-919645-26-8)
- S'inventer un autre jour, 2013, Éditions Tabou  (ISBN 978-2-36326-016-1)
- Que sais-je du rouge à son cou ?, 2016, Éditions Numériklivres  (ISBN 978-2-89717-804-8)
- Le Tout dernier été, 2017, Éditions Fayard  (ISBN 978-2-21370-552-1)